# Formica uralensis
Formica uralensis је инсект из реда Hymenoptera и фамилије Formicidae.

## Угроженост
Ова врста је на нижем степену опасности од изумирања, и сматра се скоро угроженим таксоном.

## Распрострањење
Ареал врсте Formica uralensis обухвата већи број држава. 
Врста има станиште у Русији, Шведској, Норвешкој, Пољској, Немачкој, Украјини, Белорусији, Финској, Казахстану, Данској, Француској, Литванији, Летонији и Естонији.